# Pasmo Fotografów
Pasmo Fotografów (dawniej: Góra Fotografów, norw. Fotografryggen) - góry na Spitsbergenie o wysokości do 742 m n.p.m. Leżą między lodowcem Lansebreen, Lodowcem Biernawskiego a Lodowcem Mogilnickiego. 